# Juan José Gorostidi Echebarría
Juan José Gorostidi Echebarría (Sant Sebastià, 30 de setembre de 1945) va ser un ciclista basc, que es va especialitzar en el ciclocròs. Va guanyar tres cops el Campionat d'Espanya, i es va classificar dos cops entre els deu primers al Campionat del món.

## Palmarès en ciclocròs
- 1974
  -  Campió d'Espanya de ciclocròs
  - 9è al Campionat del món de ciclocròs
- 1975
  -  Campió d'Espanya de ciclocròs
- 1978
  -  Campió d'Espanya de ciclocròs
- 1979
  - 8è al Campionat del món de ciclocròs